# 西嶼鄉
西嶼鄉位於臺灣澎湖縣西部，東北方以澎湖跨海大橋與白沙鄉連接。管轄範圍包括西嶼（漁翁島）及小門嶼，其中西嶼是澎湖群島中的第二大島。境內的重要觀光景點有五孔頂砲台、西嶼東臺、西嶼西臺、塔公塔婆 、西嶼義祠 、西嶼燈塔 、二崁陳家大厝 、餌砲 、溫王廟、吼門 、小門鯨魚洞 、西嶼落霞 、大菓葉海岸 、內垵觀音山 、屹仔尾西流等。

## 行政沿革

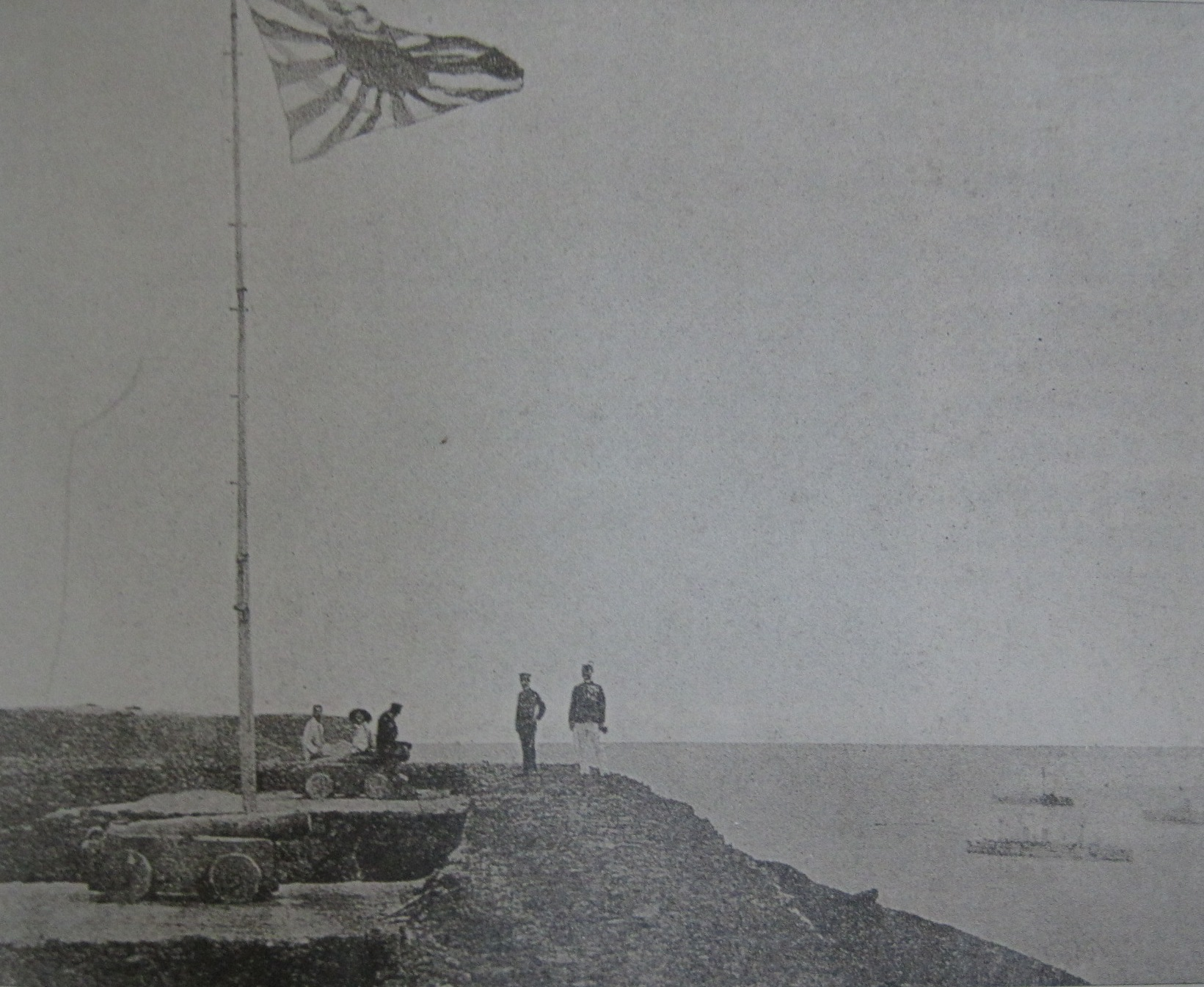
1895年3月25日日軍攻佔澎湖漁翁島。

歷年所屬行政區列表
| 起訖年份  | 行政區             |
| 1920~1926 | 高雄州澎湖郡       |
| 1926~1945 | 澎湖廳馬公支廳西嶼 |
| 1945~1946 | 澎湖縣馬公區西嶼鄉 |
| 1946~     | 澎湖縣西嶼鄉       |

## 人口
根據澎湖縣政府民政處統計，2024年底西嶼鄉戶數約3.2千戶，人口約8.2千人，鄉內人口最多與最少的村分別是外垵村與二崁村，2024年底兩村人口分別為2,275人與153人，其中外垵村也是澎湖縣人口最多的村，在澎湖縣96個村里中則排行第十位。西嶼鄉與澎湖縣其他地區相同，面臨人口老化與少子化的問題，2024年底時，西嶼鄉人口中0至14歲人口佔比7.88%，15至64歲人口佔比66.19%，65歲以上人口佔比25.93%，老化指數約為328.90%，是澎湖縣青壯年人口佔比最低、老年人口佔比最高的行政區。

## 政治

### 歷任鄉長
| 任次  | 姓名   | 備註     |
| ----- | ------ | -------- |
| 1     | 陳 恆  | 因案免職 |
| 1補選 | 呂自西 |          |
| 2     | 呂自西 |          |
| 3     | 呂自西 |          |
| 4     | 王鴻基 |          |
| 5     | 劉再盛 |          |
| 6     | 劉再盛 |          |
| 7     | 洪嵩山 |          |
| 8     | 洪嵩山 |          |
| 9     | 許清孟 |          |
| 10    | 許清孟 |          |
| 11    | 呂正黨 |          |
| 12    | 呂正黨 |          |
| 13    | 楊石龍 |          |
| 14    | 呂正黨 |          |
| 15    | 楊石龍 |          |
| 16    | 楊石龍 |          |
| 17    | 許月里 |          |
| 18    | 許月里 |          |
| 19    | 李添進 | 現任     |

### 鄉政組織
西嶼鄉公所是澎湖縣西嶼鄉最高層級的地方行政機關，在中華民國政府架構中為鄉自治的行政機關，同時負責執行縣政府及中央機關委辦事項，西嶼鄉的自治監督機關為澎湖縣政府。鄉長由全體鄉民直接選舉產生，任期為四年，可連選連任一次。西嶼鄉公所並置鄉政會議，為鄉政最高決策機構，在鄉長之下，設有5課2室等7個內部單位及3個附屬機關。
西嶼鄉民代表會是西嶼鄉的最高民意機關，代表西嶼鄉全體鄉民立法和監察鄉政。鄉民代表由公民直選選出，任期為四年，可連選連任。共有7位鄉民代表，第一選區2席鄉民代表、第二選區2席鄉民代表、第三選區3席鄉民代表，主席、副主席由7位鄉民代表互選產生。
西嶼鄉為澎湖縣議會第四選區，在澎湖縣議會19席縣議員中，西嶼鄉共選出1席縣議員。

### 行政區

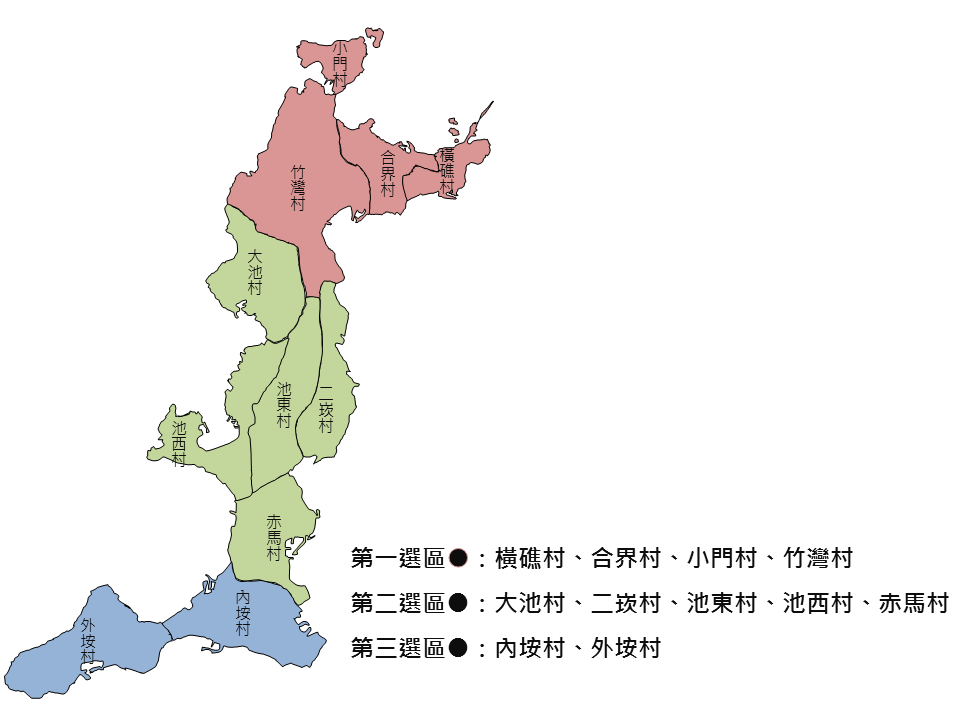
西嶼鄉行政區域圖

- 二崁村、小門村、外垵村、竹灣村、池西村、橫礁村
- 大池村、內垵村、合界村、赤馬村、池東村

## 教育

### 國民中學
- 澎湖縣立西嶼國民中學 （页面存档备份，存于）

### 國民小學
- 澎湖縣西嶼鄉外垵國民小學 （页面存档备份，存于）
- 澎湖縣西嶼鄉大池國民小學 （页面存档备份，存于）
- 澎湖縣西嶼鄉內垵國民小學 （页面存档备份，存于）
- 澎湖縣西嶼鄉池東國民小學 （页面存档备份，存于）
- 澎湖縣西嶼鄉合橫國民小學 （页面存档备份，存于）
- 澎湖縣西嶼鄉竹灣國民小學 （页面存档备份，存于）

## 交通

### 公路
- 縣道203號
- 澎2線
- 澎3線
- 澎5線
- 澎6線

## 旅遊

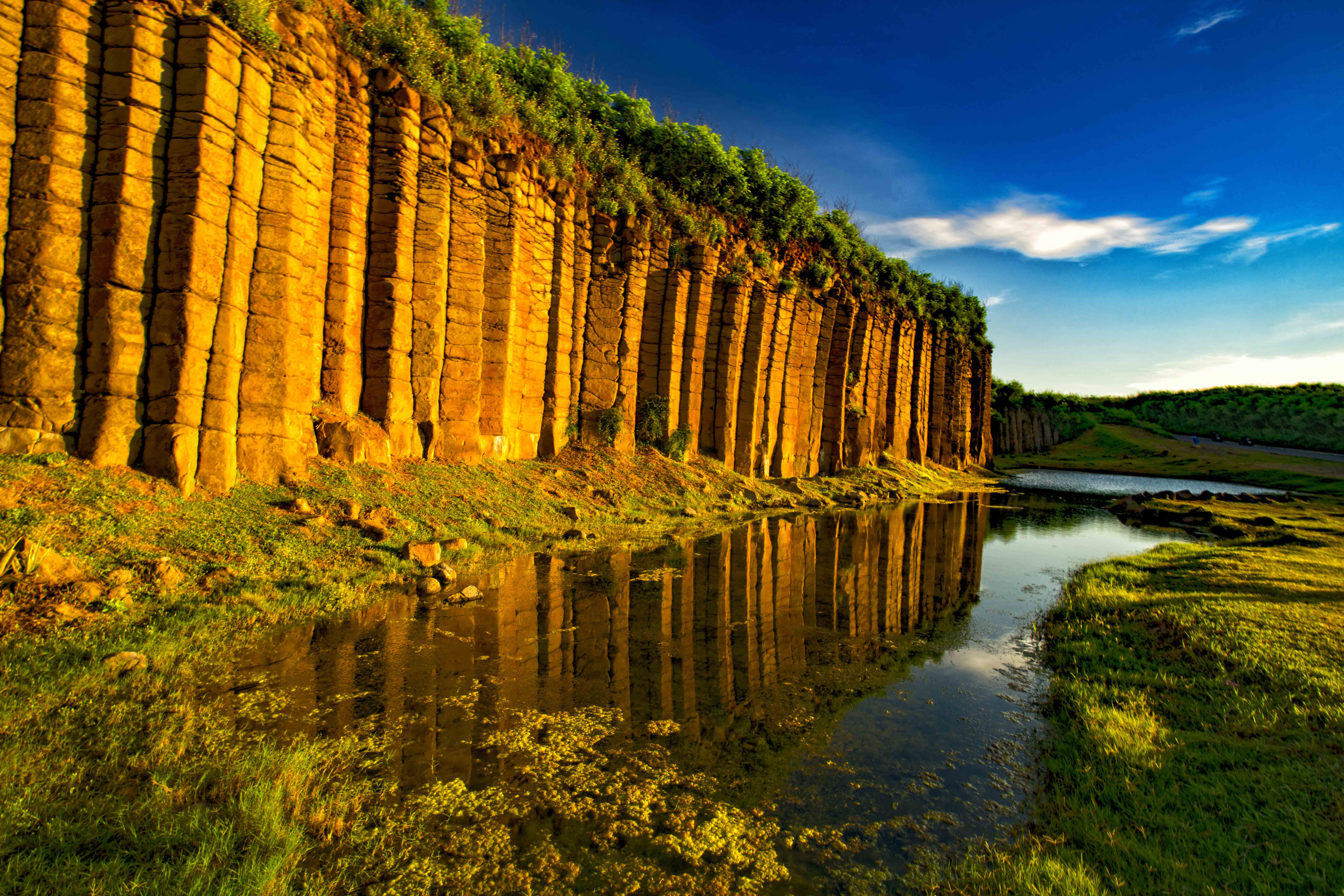
西嶼鄉靠近二崁聚落的大菓葉海岸玄武岩

- 漁翁島燈塔
- 小門鯨魚洞
- 池西岩瀑
- 西嶼東臺
- 西嶼西臺
- 吼門[永久]
- 西嶼落霞[永久]
- 大菓葉海岸[永久]
- 內垵觀音山[永久]
- 屹仔尾西流 （页面存档备份，存于）
- 二崁草原
- 農業部畜產試驗所南區分所澎湖場區
- 赤馬五孔頂
- 大池夢幻沙灘 （页面存档备份，存于）

## 外部連結
- 沿著菊島旅行-澎湖資訊網（页面存档备份，存于）
- 西嶼鄉公所 （页面存档备份，存于）